# I. Margit skót királynő
I. Margit (Tønsberg, Norvégia, 1283. április 9. előtt – Orkney-szigetek közelében, 1290. szeptember 26.), „a norvég hajadon”, norvégul: Margareta Eriksdatter, Jomfruen av Norge, skót gaelül: Mairead/Maighread/Màiread, „Maighdeann Nirribhidh” Banrigh na h-Alba, skót (angol) nyelven: Margaret, Maid o Norawa,  Margaret of Scotland, the Maid of Norway, izlandiul: Jómfrú Margrét Skotadrottning, latinul: Margareta filia Erici Noricorum regis, regina Scotorum, norvég királyi hercegnő, Skócia királynője.

## Élete
II. Erik norvég király és Margit skót királyi hercegnő egyetlen gyermeke. Anyja, Skóciai Margit norvég királyné III. Sándor (1241–1286) skót királynak és Plantagenêt Margit (1240–1275) angol királyi hercegnőnek, III. Henrik angol király legidősebb lányának és I. Eduárd angol király húgának az egyetlen lányaként jött a világra. A kis Margit hercegnő születése 1283. április 9-én az édesanyja életébe került. Ezzel a halálesettel kezdődött meg Skóciában a trónöröklési krízis, hiszen Margit norvég királyné előtt három hónappal hunyt el váratlanul és gyermektelenül az öccse, Sándor herceg (1264–1283), a skót trónörökös, és mivel III. Sándor skót királynak a kisebbik fia, Dávid herceg (1273–1278/1281) is meghalt már korábban, így a skót királynak csak egyetlen közvetlen örököse maradt, ez az egyetlen csecsemő lányunokája.
III. Sándor egyszerre értesült unokája születéséről és lánya haláláról. A skót főnemesek 1284. február 5-én elismerték Margit norvég királyi hercegnőt a skót király örököseként arra az esetre, ha nem születne fia. Ekkor III. Sándor még özvegy volt, de rábeszélték egy újabb házasságra, és a még csak 44 éves király újabb fiúutódok reményében  1285. november 1-jén másodszor is megnősült, és feleségül vette a Capeting-dinasztia egyik oldalágából származó 16 éves Dreux Jolán (1269–1322) monforti grófnőt, IV. Róbertnek, Dreux és Monfort grófjának a lányát. A király azonban négy hónappal a házasságkötés után, 1286. március 19-én váratlanul meghalt. Egyetlen örököse, az unokája a távoli Norvégiában nevelkedett, és a harmadik életévéhez közeledett. A szokások értelmében nem kiáltották ki királynőnek a kis örökösnőt, hanem az özvegy királynét kérdezték ilyenkor, hogy terhesnek érzi-e magát vagy sem, mert ez esetben meg kell várni a születendő gyermek érkezését, aki megelőzné a kis Margitot a trónöröklésben. A királyné várandósnak jelentette ki magát, és novemberig kivártak Skócia új királyának bejelentésével. A királyné azonban nem produkált trónörököst, feltehetően csak időhúzás volt a részéről, vagy álterhességről volt szó, bár halva születésről is pletykáltak. Ekkor már nem lehetett tovább várni a norvég hercegnő királlyá kiáltásával, és Margit hercegnőt I. Margit néven a távollétében Skócia királynőjévé nyilvánították. Távolléte és kiskorúsága idejére hat gyámot jelöltek ki, akik a következők voltak: William Fraser St Andrews-i püspök, Duncan fife-i gróf, Buchani John Comyn, Badenochi John Comyn, Róbert glasgow-i püspök és Jakab, Skócia 5. főudvarmestere.
Közben a norvég és az angol udvar között tárgyalások kezdődtek a kis királynő eljegyzéséről is. 1289. november 9-én a Salisbury Szerződésben I. Eduárd angol király elismerte a gyámok kormányát Skóciában, majd a birghami szerződésben 1290 júliusában megerősítették a hétéves skót királynőnek és I. Edwárd elsőszülött fiának, a hatéves Edwárd walesi hercegnek az eljegyzését, de kikötötték, hogy a házassággal, melynek létrejöttekor a férj elnyeri a skót királyi címet, Skócia megőrzi függetlenségét. A skótok ekkor már sürgették a kis királynő Skóciába érkezését, trónra ültetését, megkoronázását, hogy a skót szokásokat elsajátíthassa. Az apa, II. Erik 1290. nyarán útjára is indította lányát új hazája felé, de a norvég hajadon, ahogy többnyire utalni szoktak rá, az út során hirtelen meghalt az ekkor még Norvégiához tartozó Orkney-szigetek közelében a hajója fedélzetén, így nem léphetett skót földre, és a trónöröklési krízist a halálával tovább mélyítette. A királynő holttestét nem vitték tovább Skóciába, hanem visszahajóztak szülőhazájába, Norvégiába, és Bergenben, édesanyja mellé helyezték a földi maradványait Krisztus templomában (Kristkirken), a Régi Katedrálisban.
Skóciában tizennégy trónkövetelő jelentkezett, köztük Margit apja, II. Erik norvég király, aki felesége jogaira hivatkozott, hiszen a férjre a házassággal rászálltak a felesége jogai, valamint I. Edward angol király is, akinek voltak skót királyi felmenői is, de a két legesélyesebb: Balliol János és Bruce Róbert voltak, akik egy-egy leányágat képviseltek a skót királyi házon belül. A trónkövetelők nevét a Nagy Tekercsre jegyezték fel. Mind Balliol és Bruce elnyerte ugyan a skót koronát, de végül I. Róbert király leányági utódai, a Stuartok uralkodtak Skóciában hosszú ideig.
Margit királynő apja, II. Erik norvég király lánya halála után újranősült, és I. (Bruce) Róbert skót király nővérét, Bruce Izabellát (1272–1358) vette feleségül, aki egy újabb lányt szült a norvég királynak, Margit kései féltestvérét, de II. Erik két évvel ezután elhunyt.